# Матори џукци
Матори џукци (енгл. Old Dogs) америчка је филмска комедија из 2009. године. Режију потписује Волт Бекер, по сценарију Дејвида Дајмонда и Дејвида Вајсмана. Главне улоге тумаче Џон Траволта и Робин Вилијамс.
Приказиван је од 25. новембра 2009. године у биоскопима у Сједињеним Америчким Државама, односно 14. јануара 2010. године у Србији. Добио је помешане рецензије критичара и зарадио скоро 100 милиона долара широм света.

## Радња
Двојици најбољих пријатеља — један је разведен и несрећан у љубави (Робин Вилијамс), а други је нежења увек спреман за забаву (Џон Траволта) — живот ће се променити из корена када неочекивано добију на старање седмогодишње близанце у тренутку када треба да склопе посао живота. Нежење које нису толико луде за децом неће се лако снаћи у чувању близанаца, већ ће западати у дебакл за дебаклом, што ће их можда довести и до одговора на питање шта је заиста важно у животу.

## Улоге
| Глумац           | Улога           |
| ---------------- | --------------- |
| Џон Траволта     | Чарли Рид       |
| Робин Вилијамс   | Ден Рејберн     |
| Кели Престон     | Вики Грир       |
| Ела Блу Траволта | Емили Грир      |
| Конер Рејберн    | Зак Грир        |
| Лори Лохлин      | Аманда          |
| Сет Грин         | Крејг Вајт      |
| Рита Вилсон      | Џена            |
| Берни Мак        | Џими Ланчбокс   |
| Мет Дилон        | Бари            |
| Џастин Лонг      | Адам            |
| Декс Шепард      | Гари            |
| Луис Гузман      | Ник             |
| Саб Симоно       | Јоширо Нишамура |